# San Floro
San Floro är en ort och kommun i provinsen Catanzaro i regionen Kalabrien i Italien. Kommunen hade 734 invånare (2018).